# 卓爾山

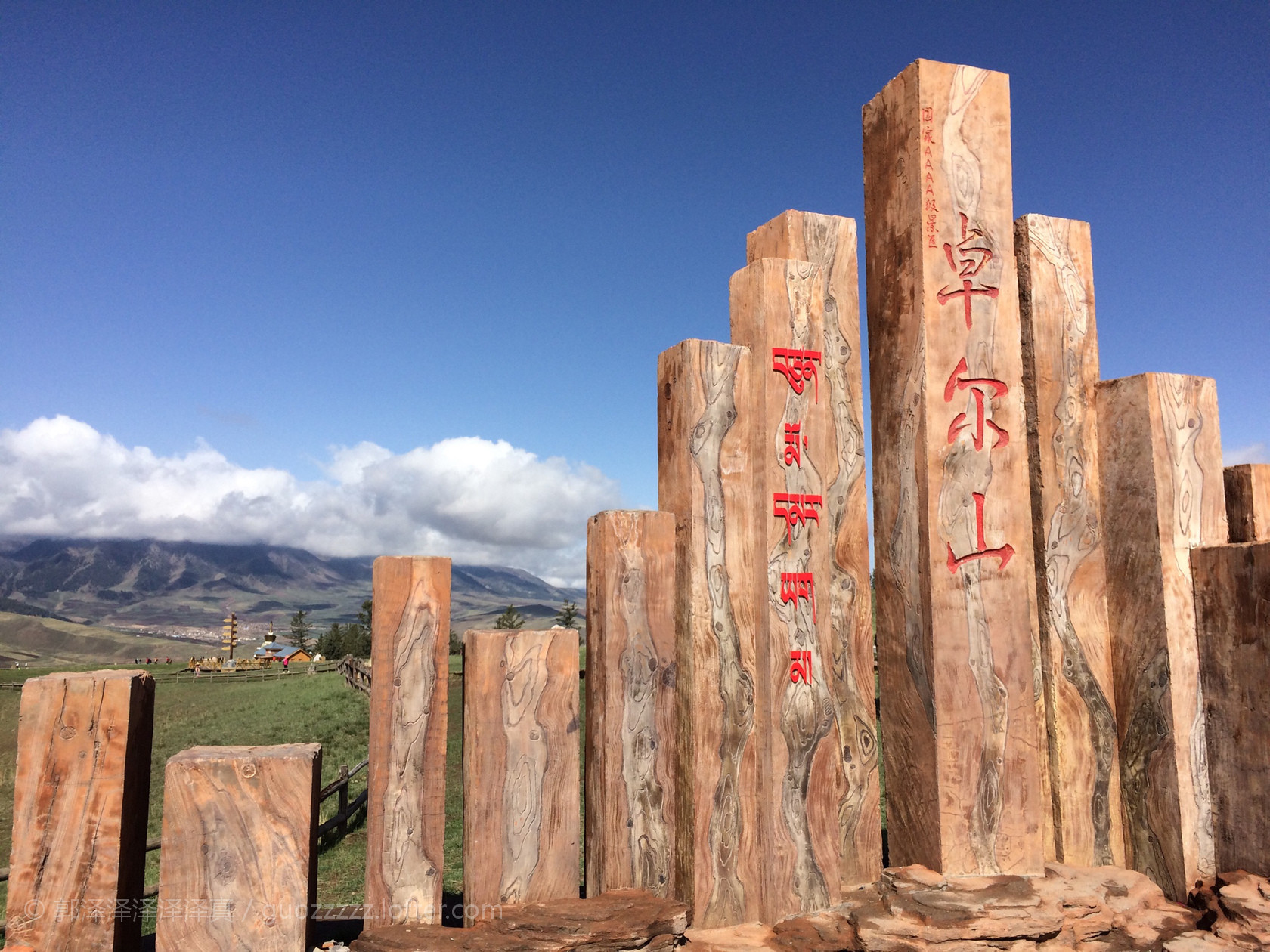
卓尔山

卓尔山是位於中華人民共和國青海省海北藏族自治州祁连县八宝镇八宝河北岸的山脈，它在藏语中被稱為宗穆玛釉玛，意为“红润美丽的皇后”，是祁连山脉的一条支脉，最高峰海拔4328米。卓尔山屬於丹霞地貌，主要由红色砂岩、砾岩组成。